# Кирилловский, Александр Александрович
Александр Александрович Кирилловский (9 сентября 1914, Тамбов — 20 января 1997, Краснодар) — русский советский театральный актёр, режиссёр и драматург кукольного театра, главный режиссёр Краснодарского краевого театра кукол (1963—1983). Заслуженный деятель искусств Кубани (1995). 

## Биография
Родился в 1914 году в Тамбове.
Трудовую деятельность начал в 16 лет, поступив в 1930 году в Мичуринске в фабрично-заводское училище.
В 1932—1933 годах проходил срочную службу в армии.
В 1933—1936 годах был репрессирован, наказание отбывал в Белбалтлаге (реабилитирован в 1989 году).
После освобождения поступил на актёрское отделение в Архангельское театральное училище, в 1938 году вступил в ВЛКСМ.
В 1939 году по окончании училища был принят актёром в Мичуринский драмтеатр.
Участник Великой Отечественной войны. На фронте с 1942 года, воевал в пехоте, старшина, санитар медсанбата 336-й стрелковой дивизии. Участвовал в боях под Гжатском и Вязьмой, в освобождении Болхова, Орла и Киева. В 1944 году в боях за Шепетовку был тяжело ранен. После излечения в госпитале был начальником клуба тыла Беломорской военно-морской базы. Награждён двумя Орденами Красной Звезды (1944, 1945), Орденом Отечественной войны I степени (1985), медалями «За боевые заслуги» (1943), «За оборону Советского Заполярья» и «За победу над Германией».
После войны играл в Саратове в Драматическом театре им. К. Маркса и в Молодёжном театре им. Ленинского комсомола, в Тамбове в Тамбовском драматическом театре им. А. Луначарского.
В 1953—1961 годах — актёр Крымского русского драматического театра им. М.Горького.
В 1961—1963 годах — главный режиссёр Крымского государственного театра кукол.
В следующие 20 лет — в 1963—1983 годах — главный режиссёр Краснодарского краевого театра кукол.
При нём театр вышел на новый уровень и получил признание, не имевший своего постоянного пристанища, получил новое здание по улице Горького, 9, в котором с тех пор и располагался до 2018 года:

А. Кирилловский тогда поднял театр на достойный профессиональный уровень, начал делать постановки для взрослых (старожилы до сих пор вспоминают спектакль «Потоп отменяется» по «Божественной комедии» И. Штока). Кирилловский первым у нас ввёл актёра живым планом в сочетании с куклой, при нём театр начал выезжать за пределы края, стал известным в стране. Только в 1972 году при главном режиссёре Александре Kирилловском и директоре Виталии Смирнове театр смог въехать в новое здание.— известный на Кубани журналист и критик Александр Геннадьев
С 1984 года на пенсии, в 1995 году присвоено звание Заслуженный деятель искусств Кубани. Умер в 1997 году в Краснодаре.

## Творчество
Выступал как драматург — автор пьес для кукольного театра «Потоп отменяется», «Иван и царь», «Храбрый малыш».
Пьеса «Военная тайна» (по А. Гайдару) была написана после занятий в творческой лаборатории С. Образцова и по его просьбе, ставилась во многих кукольных театрах СССР.